# 十住毗婆沙論
《十住毗婆沙論》，又稱《十住論》、《十住毗婆沙》，作者龍樹，解釋《十住經》（《華嚴經·十地品》）的菩薩十地義。本書不存梵本，也沒有藏譯本，現存漢譯本。

## 源流
華嚴宗相傳，龍樹在龍宮中取出《華嚴經》十萬頌時，為它作了註解書，名為《大不思議論》，也是十萬頌。《十住毗婆沙論》是其中的一品。

## 譯本
漢譯本在姚秦時譯出，由耶舍(此耶舍非佛世時的耶舍)三藏口誦，鳩摩羅什漢譯，共十六卷，但是漢譯本只有《十住經》前二地〈歡喜地、離垢地〉的內容，其他的部份沒有被譯出。

## 結構
《十住毘婆沙論》是將《十地品》的重要經文濃縮為偈頌，再以長行解釋。根據武邑尚邦等著的《十住毗婆沙論研究》，其偈頌之數不過約六十偈，分佈在「入初地品第二」、「地相品第三」、「淨地品第四」、「釋願品第五」、「分別布施品第十二」、「念佛品第二十」、「譬喩品第二十六」、「略行品第二十七」、「分別二地業道品第二十八」、「分別聲聞辟支佛品 第二十九」、「護戒品第三十一」之十一品。其餘內容並非在解釋《十地品》，而是引用《如來智印經》、《摩訶般若波羅蜜經》、《寶積經》等經，解釋菩薩修行之重要論題。